# نورمان كريستي (لاعب كرة قدم)
نورمان كريستي (بالإنجليزية: Norman Christie)‏ (1 سبتمبر 1925 في المملكة المتحدة - 6 أكتوبر 2010) هو مدرب كرة قدم ولاعب كرة قدم بريطاني (وحمل سابقاً جنسية المملكة المتحدة لبريطانيا العظمى وأيرلندا) في مركز قلب الدفاع. لعب مع نادي بريتشين سيتي ونادي ستيرلينغ ألبيون ونادي مونتروز لكرة القدم ونادي لانارك الثالث ونادي آير يونايتد.